# Harbour Heights
Harbour Heights ist ein census-designated place (CDP) im Charlotte County im US-Bundesstaat Florida. Das U.S. Census Bureau hat bei der Volkszählung 2020 eine Einwohnerzahl von 3.428 ermittelt.

## Geographie
Harbour Heights liegt am Nordufer des Peace River und rund 9 km nördlich von Punta Gorda. Tampa liegt etwa 150 km nördlich des CDP, an dem die Interstate 75 vorbeiführt.

## Demographische Daten
Laut der Volkszählung 2010 verteilten sich die damaligen 2987 Einwohner auf 1598 Haushalte. Die Bevölkerungsdichte lag bei 524 Einw./km². 90,1 % der Bevölkerung bezeichneten sich als Weiße, 5,8 % als Afroamerikaner, 0,2 % als Indianer und 1,1 % als Asian Americans. 1,2 % gaben die Angehörigkeit zu einer anderen Ethnie und 1,6 % zu mehreren Ethnien an. 5,2 % der Bevölkerung bestand aus Hispanics oder Latinos.
Im Jahr 2010 lebten in 21,1 % aller Haushalte Kinder unter 18 Jahren sowie 45,8 % aller Haushalte Personen mit mindestens 65 Jahren. 69,4 % der Haushalte waren Familienhaushalte (bestehend aus verheirateten Paaren mit oder ohne Nachkommen bzw. einem Elternteil mit Nachkomme). Die durchschnittliche Größe eines Haushalts lag bei 2,27 Personen und die durchschnittliche Familiengröße bei 2,64 Personen.
18,3 % der Bevölkerung waren jünger als 20 Jahre, 15,8 % waren 20 bis 39 Jahre alt, 27,3 % waren 40 bis 59 Jahre alt und 38,5 % waren mindestens 60 Jahre alt. Das mittlere Alter betrug 52 Jahre. 47,8 % der Bevölkerung waren männlich und 52,2 % weiblich.
Das durchschnittliche Jahreseinkommen lag bei 45.574 $, dabei lebten 8,0 % der Bevölkerung unter der Armutsgrenze.
Im Jahr 2000 war Englisch die Muttersprache von 97,04 % der Bevölkerung, spanisch sprachen 1,85 % und 1,11 % sprachen deutsch.